# Robert II. z Dreux
Robert II. z Dreux (1154 – 28. prosince 1218), hrabě z Dreux a Braine, byl nejstarším přeživším synem hraběte Roberta I. z Dreux a jeho třetí manželky Anežky de Baudemont, hraběnky z Braine, a vnukem francouzského krále Ludvíka VI.
Účastnil se Třetí křížové výpravy, obléhání Akkonu a bitvy u Arsufu. V letech 1193 až 1204 se zúčastnil také války v Normandii proti angevinským králům. Hrabě Robert se zmocnil hradu Nonancourt krále Richarda I. Anglického, zatímco ten byl v roce 1193 v německém zajetí. Hrabě se také v roce 1210 zúčastnil Albigenské křížové výpravy a v roce 1214 bojoval spolu s francouzským králem Filipem II. v bitvě u Bouvines.

## Manželství a potomci
Poprvé se oženil v roce 1178 s o čtyři roky starší Mahaut Burgundskou; toto bezdětné manželství skončilo v roce 1181 rozlukou. Důvodem pro anulaci bylo příbuzenství manželů. Oba byli prapravnoučaty burgundského hraběte Viléma I. a jeho manželky Štěpánky a kapetovskými potomky Roberta II. Francouzského.
Podruhé se Robert oženil s o deset let mladší Jolandou de Coucy, dcerou Raoula I., pána ze Coucy, a jeho manželky Anežky z Hainaultu. S touto manželkou měl hrabě několik dětí:
- Robert III. z Dreux (1185–1234)
- Petr I. Bretaňský (1191–1250)
- Filipa z Dreux (1192–1242)
- Jindřich z Dreux (1193–1240)
- Jan z Braine (1200–1240)
- Alix z Dreux
- Anežka z Dreux
- Jolanda z Dreux

## Hrobka
Hrob hraběte Roberta nesl tento nápis ve středověkých latinských hexametrech s vnitřním rýmem:
| Francouzská verze Stirpe satus rēgum, pius et custōdia lēgum, Brannę Rōbertus comes hīc requiescit opertus, Et jacet Agnētis situs ad vestīgia mātris. | Český překlad Narozen z rodu králů a oddaný strážce zákonů, Robert, hrabě z Braine, zde odpočívá zakrytý A leží pohřben vedle ostatků své matky Anežky. |

Je tam také datování Anno Gracię M. CC. XVIII. die innocentum, tedy "V milostivém roce 1218, na svátek svatých neviňátek."